# الطاهر بن أبي هالة
الطاهر بن أبي هالة بن زُرَارة الأُسيدي التميمي صحابي جليل وهو ربيب الرسول محمد ﷺ وأمه هي أم المؤمنين خديجة بنت خويلد  ولاه رسول الله صل الله عليه وسلم على بعض اليمن ثم ندبه الخليفة أبو بكر الصديق لقتال المرتدين من ازد تهامة فقاتلهم وتغلب عليهم، وكان وإخوته حلفاء لبني عبد الدار من قريش، وهو من بيت شرفٍ وسيادة وعزٍ في مكة يُضرب بهم المثل في العز وكانت لهم دور حول الكعبة فيقال فيهم في الجاهلية والله لأنت أعز من آل النباش بن زرارة ويشيرون بايديهم إلى دورٍ حول المسجد الحرام فيقال: هذه كانت رباعهم.

## نسبه
- هو الطاهر بن أبي هالة وأسمه النباش بن زرارة بن وقدان بن حبيب بن سلامة بن غوي بن جروة بن أُسَيد بن عمرو بن تميم بن مر الأُسَيدي العمروي التميمي.[3]
- أمه هي خديجة بنت خويلد بن أسد بن عبد العزى بن قصي بن كلاب بن مرة بن كعب بن لؤي بن غالب بن فهر بن مالك بن قريش بن كنانة القرشية الكنانية.[4]
- إخوته وأخواته :

إخوته لأبيه وأمه وهم :
- هند بن أبي هالة
- الحارث بن أبي هالة
- الزبير بن أبي هالة
- هالة بن أبي هالة

إخوته وأخواته من أمه هم :
- القاسم بن محمد
- عبد الله بن محمد
- زينب بنت محمد
- رقية بنت محمد
- أم كلثوم بنت محمد
- فاطمة بنت محمد

## في حروب الردة
لما توفي الرسول صل الله عليه وسلم إرتد أزد تهامة، فوجه إليهم الخليفة الراشدي أبو بكر الصديق الطاهر بن أبي هالة، فحاربهم وظفر بهم وقتل منهم قتلاً، ثم أمنت الطرق في تهامة وسمو الأخابث، وقال الطاهر في ذلك: